# Каястха
Каястха (також відома як кайастха, каяштха і кайетх) — індійська каста (група підкаст), представники якої традиційно працювали писарями, архіваріусами, хранителями актів і рахунків, укладачами історичних хронік і генеалогічних списків правлячих династій, управителями маєтків і тубільних князівств, скарбниками і рахівниками. До каястхів близькі інші касти і підкасти професійних клерків — матхури, саксени, ніґами, бгатнаґари, карни, астхани, сурдгваджі, ґоури, шрівастави, амбастхи, кулшрештхи, валміки, бгати, кхатрі, осваль, мохноти, бгандарі, сінґги, лодгі і мохати.
Члени касти впевнені, що їх предком був брахман, міністр одного раджі. Вільсон стверджує, що вони походять від батька кшатрія та матері вайш'я. В ієрархії розміщуються на чолі всіх шудрів або між ними та вайш'я. Зазвичай спілкуються перською, за національністю індуси, сповідують шайвізм. Риси обличчя та інші фізичні різноманітні, що вказує на змішаність крові різних елементів. Доньок видають заміж дорослими. Часто служать при місцевих раджах чиновниками, рахівниками та збирачами податків, їх здатність вимагання стала прислів'ям. Каястхів не люблять брахмани, які оскаржують їх права на високе походження.
Каста ділиться на 12 підкаст. Каястхи дуже активні, інтелігентні та працьовиті. На півночі Індії вони добре пристосувалися до англійських адміністративних порядків і були корисними чиновниками. У Бенгалії каястхи становили значну частину населення, утворювали доволі аристократичну касту, володіли землями та займалися землеробством. У Бомбеї та Пуне каястхів називають чандрасена, серед них поширене пияцтво та азартні ігри.